# Eleições regionais em Baden-Württemberg de 1988
As eleições regionais em Baden-Württemberg de 1988 foram realizadas a 20 de Março e, serviram para eleger os 125 deputados para o parlamento regional.
Os resultados deram um quadro semelhante ao de 1984, com a União Democrata-Cristã, novamente, a ser o partido mais votado e a manter a maioria absoluta parlamentar e, com o Partido Social-Democrata da Alemanha estável nos 32% dos votos.
Os Verdes mantiveram-se como terceiro partido, ao obter 7,9% dos deputados e, o Partido Democrático Liberal a obter o seu pior resultado eleitoral, ficando-se pelos 5,9% dos votos.
Após as eleições, os democratas-cristãos mantiveram-se na liderança do governo regional.

## Resultados Oficiais
| Partido                 | Partido                       | Votos     | %     | +/-   | Deputados | +/-   |
| ----------------------- | ----------------------------- | --------- | ----- | ----- | --------- | ----- |
|                         | União Democrata-Cristã        | 2 392 626 | 49,05 | 2,82  | 66 / 125  | 2     |
|                         | Partido Social-Democrata      | 1 562 678 | 32,05 | 0,36  | 42 / 125  | 1     |
|                         | Os Verdes                     | 383 099   | 7,85  | 0,16  | 10 / 125  | 1     |
|                         | Partido Democrático Liberal   | 285 932   | 5,86  | 1,31  | 7 / 125   | 1     |
|                         | Partido Nacional Democrático  | 101 889   | 2,09  | -     | 0 / 125   | -     |
|                         | Partido Democrático Ecológico | 69 823    | 1,43  | Novo  | 0 / 125   | Novo  |
|                         | Outros                        | 82 015    | 1,68  |       | 0 / 125   |       |
| Votos Inválidos         | Votos Inválidos               | 55 784    | 1,13  | 0,08  |           |       |
| Total                   | Total                         | 4 933 846 | 100   |       | 125 / 125 | 1     |
| Eleitorado/Participação | Eleitorado/Participação       | 6 872 330 | 71,79 | 0,58  |           |       |
| Fonte                   | Fonte                         | [ 1 ]     | [ 1 ] | [ 1 ] | [ 1 ]     | [ 1 ] |